# RSA Radio
RSA, bis Herbst 2012 Radio Session Allgäu war ein Lokalsender aus Kempten (Allgäu). Der Hörfunksender strahlte sein Programm überwiegend in den Landkreisen Oberallgäu, Ostallgäu und Lindau sowie in Teilen der Bodenseeregion aus. Stündlich erreichte das Hörfunkprogramm 13.000 Hörer, täglich schalteten 38.000 ein. Der weiteste Hörerkreis lag bei 211.000 Hörern (Quelle: Funkanalyse Bayern 2020). Insgesamt konnten bis zu 300.000 Menschen im Allgäu das lokale Radioprogramm empfangen. RSA gehörte zum Rundfunkhaus Allgäu, das mit Allgäuer Heimatmelodie einen über Kabel empfangbaren Volksmusik-Spartenkanal, mit Griaß Di’ Allgäu Radio ein über Kabel empfangbares Programm mit Inhalten für Touristen sowie das Kemptener Lokalfenster von Radio Galaxy ausstrahlte.

## Programm
RSA Radio sendete ein 24-stündiges, auf die Zielgruppe 30 bis 59 Jahre ausgelegtes, Vollprogramm mit einer musikalischen Mischung aus deutschem und internationalem Pop und Pop-Rock. Neben der Musik gab es auch Beiträge aus den Bereichen Information, Service und regionale, sowie überregionale Nachrichten. Neben einem 24-stündigen Mantelprogramm aus Kempten wurden auch regionale Sendungen in den Funkhäusern in Kaufbeuren (Ostallgäu-Fenster) und Lindau (Bodensee-Fenster) sowie regionalisierte Nachrichten und Beiträge produziert.
Am Sonntag, den 24. April 2022 wurde die letzte Sendung des „Allgäuer Frühschoppen“ gesendet. Diese wurde daraufhin nach über 25 Jahren nach der Erstausstrahlung eingestellt.
Bis zuletzt sendete RSA montags bis freitags ein moderiertes Programm von 06–20 Uhr:
- von 06 bis 10 Uhr "RSA Morgenshow" mit Dennis Strobel (bis September 2024)
- von 10 bis 14 Uhr „RSA bei der Arbeit“ mit Marion Daltrozzo
- von 14 bis 18 Uhr „die RSA-Nachmittagsshow“ mit Niklas Bitzenauer / Kai Gropp (wöchentlicher Wechsel)
- von 18 bis 20 Uhr die „RSA-80er-Show“ mit Holger Mock (bis Herbst 2024)

Am Samstag sendete RSA das folgende moderierte Programm:
- von 08 bis 13 Uhr "RSA am Samstag" mit Andi Miller oder Moderatoren aus dem Wochenprogramm (bis Ende 2021)
- von 13 bis 16 Uhr „Land & Leute“ mit Informationen aus den verschiedenen Allgäuer Gemeinden (bis November 2024)
- von 21 bis 23 Uhr die „RSA-90er-Party“

Am Sonntag gab es folgendes moderiertes Programm:
- von 09 bis 12 Uhr „RSA am Sonntag“, eine mit Moderatoren aus dem Wochenprogramm moderierte Kirchensendung (bis Herbst 2024)
- von 12 bis 16 Uhr "RSA am Sonntag", mit Moderatoren aus dem Wochenprogramm, es wurden die Themen der Woche zusammengefasst (bis Ende 2021)

Zudem lief Nachts ab 00 Uhr die „Allgäuer Sagennacht“ mit alten Sagen aus dem Allgäu.
Seit Ende November 2024 wurde das Programm nicht mehr moderiert. Es lief nur noch das Musikprogramm mit den stündlichen Nachrichtenblöcken. Am Silvestertag 2024 wurde der Sendebetrieb zunächst über den DAB-Multiplex und später über das UKW-Netz eingestellt.

### Moderatoren
Ehemalige Moderatoren waren u. a.:
| - Marion Daltrozzo (At-Work-Sendung)   | - Uschi Binkert (Kuschelnacht / Sagennacht / Frühschoppen) | - Kathrin Dorsch ("Frau Kathrin") (Morgensendung) | - Markus Pöpperl    |
| - Christopher Pape (Morgensendung)     | - Stefan Fichtl (Frühschoppen)                             | - Holger Mock (80er Show)                         | - Michael Butkus    |
| - Dennis Strobel (Morgensendung)       | - Werner Schlehuber (Frühschoppen)                         | - Lars Peter Schwarz                              | - Ralf Hohn         |
| - Thomas Sochokki (Nachmittagssendung) | - Kai Gropp (flexibel)                                     | - Stefanie Schmidt                                | - Helmer Litzke     |
| - Julia Buchmaier (At-Work-Sendung)    | - Thomas Bergert (Korrespondent Westallgäu)                | - Marcel Schmidt                                  | - Thomas Häuslinger |
| - Maxi Lauterbach (Morgensendung)      | - Andi Miller (Freier Moderator) (Samstagssendung)         | - Niels Rothfuchs                                 | - Marcus Baumann    |
| - Niklas Bitzenauer (flexibel)         | - Chris Graf (Freier Moderator) (flexibel)                 | - Michael Fuchs                                   | - Thomas Held       |

## Geschichte

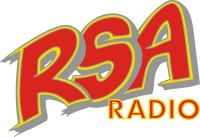
Logo bis Herbst 2012

Der im Oktober 1985 von Anton Blessing gegründete Hörfunksender ging am 3. Februar 1986 erstmals unter dem Namen Radio Session 85 im Breitbandkabelnetz zeitgleich mit RTA – Radio Tele Allgäu (Allgäuer Zeitungsverlag) auf Sendung und war somit einer der ersten deutschen Privatradiosender. Der 1. Moderator war Martin Andree. Anton Blessing war zu diesem Zeitpunkt die einzige Privatperson Deutschlands, der eine Sendegenehmigung vorlag – alle anderen Stationen waren beispielsweise Kapitalgesellschaften wie eine GmbH. Im April 1986 folgte der weitere Mitbewerber RAA – Radio Allgäu Aktuell (Private Investoren) und im Sommer 1986 zudem Radio K (Der Kreisbote) – im Studioverbund mit RAA sendend. Im August 1986 konnte man die Programme parallel zur Allgäuer Festwoche erstmals terrestrisch über UKW empfangen, vorerst nur im Stadtgebiet Kempten auf der Frequenz 88,1 MHz von einer Sendeanlage auf dem innerstädtischen Zentralhaus mit zuerst 50 Watt. Eine unbefristete terrestrische Ausstrahlung in Zeitpartagierung der vier Lokalsender auf dieser Frequenz folgte Ende 1986. In den örtlichen Kabelnetzen waren die Sender täglich deutlich länger mit ihren jeweils eigenen Programmen auf eigenen Kabelfrequenzen zu hören.
Am 1. Oktober 1987 erhielten die ehemaligen Konkurrenten Radio Allgäu (selbst bereits in Kempten Mitte 1987 aus den vorher eigenständig sendenden Anbietern RTA – Radio Tele Allgäu, RAA – Radio Allgäu Aktuell und Radio K entstanden), die Neue Welle Grünten und Radio Föhn, sowie auch Radio Session die Lizenz der Bayerischen Landeszentrale für neue Medien (BLM), um in den Landkreis Oberallgäu zu senden. Neben den Konkurrenten ging auch Radio Session mit einem eigenen Sendestudio in Sonthofen on air (Zeitgeteilt auf der gleichen UKW-Frequenz). Nach einem weiteren Beschluss der Bayerischen Landeszentrale wurden die Programmanbieter von Radio Allgäu und Radio Session im Mai 1988 wieder nach Kempten zurückbeordert und sendeten fortan ihr Programm für das gesamte Oberallgäu wieder aus Kempten. Als lokale Fenster im südlichen Oberallgäu verblieben die originären Sonthofener Sender.
1991 zogen sich die drei Gesellschafter von Radio Allgäu aus dem Sendebetrieb zurück. Die BLM erteilte Radio-Session-Anbieter Anton Blessing das alleinige Senderecht für ein 24-Stunden-Vollprogramm (mit einem noch unabhängig produzierten wöchentlich einstündigen Zeitfenster des Kreisjugendring Oberallgäu und dessen seit 1986 ursprünglich auf RAA und später Radio Allgäu ausgestrahlten Jugendmagazins JuMa). Seitdem sendet der Hörfunksender unter dem Namen Radio Session Allgäu und übernahm 1992 die Sendezeit von Radio Holiday, vormals Neue Welle Grünten in Sonthofen. Radio Session Allgäu beinhaltete mit dem Namensteil „Allgäu“ den bis dato Mitbewerber, zeitgleich wurde auch der von RAA bereits ab April 1986 gesendete und später auch bei Radio Allgäu fortgesetzte sonntägliche Allgäuer Frühschoppen im Programm von Radio Session Allgäu modifiziert und mit neuen Moderatoren fortgeführt.
In den Folgejahren wurde zudem das Programm für Radio Welle Bodensee aus Lindau zugeliefert. Heute wird Radio Session Allgäu kaum mehr so, sondern fast ausschließlich als RSA Radio bezeichnet.
Im Jahr 2008 verkaufte Gründer, Geschäftsführer und bis dato alleinige Inhaber Anton Blessing 74,9 Prozent der Anteile an RSA Radio, RSA2 und Radio Galaxy Kempten an den Allgäuer Zeitungsverlag und den Sankt Ulrich Verlag. Geschäftsführer waren Markus Niessner, Christian Berthold und Johann Buchart.
Im Zuge dieses Verkaufs wurde RSA mit dem Lokalsender Radio Ostallgäu aus Kaufbeuren verschmolzen. Radio Ostallgäu sendete ein Jahr unter dem Namen RSA/Radio Ostallgäu, seit Mitte 2009 wurde das Programm aus Kempten übernommen.
Im Herbst 2012 wurde der Sender einheitlich in „Das neue RSA Radio“ umbenannt. Seit Anfang 2019 tritt der Sender wieder unter dem Namen „RSA Radio“ auf. Seitdem der Radiosender im Jahr 2020 neue Jingles erhalten hat, tritt der Sender wieder unter dem Namen „RSA“ auf.
Zum Jahresende 2024 stellte der Sender seinen Betrieb ein. Der Allgäuer Zeitungsverlag als Hauptgesellschafter begründete die Entscheidung am 26. Juni 2024 mit gestiegenen Kosten, immer mehr Vorgaben durch die Landesmedienzentralen und sinkenden Werbeerlösen. Seit Ende November 2024 war das Programm nur noch unmoderiert. Die beiden Online-Ableger „Allgäuer-Heimatmelodie“ (RSA 2) und „Griaß Di’ Allgäu“ (RSA 3) wurden bereits zu Weihnachten 2024 abgeschaltet und die Streams sendeten bis zum 31. Dezember nur noch ein Leersignal.

## Empfangsmöglichkeiten
RSA war bis zur Abschaltung terrestrisch zu empfangen:
UKW:
- Kempten-Blender 97,6 MHz (1 kW)
- Kempten-Zentralhaus/AllgäuTower 96,7 MHz (0,1 kW – bis Mitte 2020)
- Bad Hindelang 100,2 MHz (0,05 kW – bis 31. Oktober 2024)
- Immenstadt 93,0 MHz (0,1 kW – bis 31. Oktober 2024)
- Füssen 98,0 MHz (0,1 kW – bis 31. Oktober 2024)
- Pfronten-Eisenberg 106,3 MHz (0,5 kW)
- Kaufbeuren 88,2 MHz (0,2 kW)
- Marktoberdorf 97,9 MHz (0,05 kW – bis 31. Oktober 2024)
- Obergünzburg 105,2 MHz (0,1 kW – bis 31. Oktober 2024)
- Lindau 103,6 MHz (0,5 kW)
- Mittelberg (Kleinwalsertal) 106,1 MHz (0,1 kW)
- Oberstdorf 89,3 MHz (0,1 kW)
- Sonthofen 87,7 MHz (0,1 kW)
- Oberstaufen 92,1 MHz (0,05 kW – bis 31. Oktober 2024)
- Weiler 92,7 MHz (0,1 kW)

DAB +:
(Kanal 8B „AllgäuDonauIller“)
- Grünten (4 kW)
- Markt Wald (10 kW)
- Memmingen (1,5 kW)
- Pfänder, AUT (10 kW)
- Pfronten-Breitenberg (2 kW)
- Balderschwang (0,2 kW)
- Ulm-Kuhberg (10 kW)

Neben dem Internet war der Sender mit seinen Ablegern bis zur Abschaltung über das Kabelnetz Allgäuweit auf der Frequenz 92,0 MHz zu empfangen (Allgäuer Heimatmelodie / RSA2: 93,45 MHz, Griaß'di Allgäu Radio / RSA3: 93,05 MHz, Radio Galaxy: 95,25 MHz).
Vom 3. Dezember 2018 bis 31. Dezember 2024 war RSA digital-terrestrisch über das DAB+-Netz-Allgäu der Bayern Digital Radio in weiten Teilen des ganzen Allgäus (und darüber hinaus) zu empfangen.
Die beiden Ableger „Allgäuer-Heimatmelodie“ (RSA 2) und „Griaß Di’ Allgäu“ (RSA 3) waren vom 10. Dezember 2018 bis 30. Juni 2020 ebenfalls über DAB+-Netz Kanal 8B zu empfangen und wurden dann zugunsten der Regionalversionen des Hauptprogramms für das Ostallgäu und das Westallgäu abgeschaltet.

## Beteiligungsstruktur
70 % rta.media GmbH (Tochter der Allgäuer Zeitungsverlag GmbH), 30 % Sankt Ulrich Verlag